# Kościół św. Anny w Łapczycy
Kościół św. Anny – rzymskokatolicki kościół parafialny znajdujący się w Łapczycy w powiecie bocheńskim województwa małopolskiego.

## Historia
Pierwszy kościół w Łapczycy zbudowano w 1340 z fundacji króla Kazimierza Wielkiego. Kościół Narodzenia NMP położony był na uboczu i zaczął powoli podupadać. 
Wybudowano więc w latach 1501-1509 drewnianą kaplicę św. Anny przy trakcie wiodącym z Krakowa do Bochni i dalej na Ruś. Między 1516 a 1630 rokiem pełniła rolę kościoła parafialnego. W 1728 r. kaplica uległa zniszczeniu w wyniku pożaru i w 1733 r. została odbudowana. w 1854 roku została konsekrowana i powiększona w 1914 roku. W 1930 roku kaplicę rozebrano, a w 1933 na jej miejscu wzniesiono kościół według projektu Jana Sas-Zubrzyckiego. W tym samym roku jego konsekracji dokonał biskup tarnowski Franciszek Lisowski.

## Architektura
Kościół w stylu neogotycki o bogatym detalu architektonicznym i eklektycznym. Murowany z cegły z użyciem kamienia, jednonawowy. Wnętrze nakryte stropem. Na zewnątrz kościół opięty jest przyporami i obwiedziony fryzem krenelażowym. Nad nawą i prezbiterium dachy dwuspadowe, przedzielone schodkowym szczytem. Nad nawą ostrosłupowa wieżyczka na sygnaturkę z latarnią. Polichromia figuralna malowana przez Waleriana Kasprzyka i Zbigniewa Wójcickiego w 1956 r. Wyposażenie wnętrza neogotyckie z czasu budowy kościoła. W ołtarzu głównym obraz św. Anny Samotrzeciej z XVII w., pochodzący z kaplicy św. Anny. Krucyfiks w tęczy barokowy z XVIII wieku. Witraże zostały wykonane w latach 1930-1933.

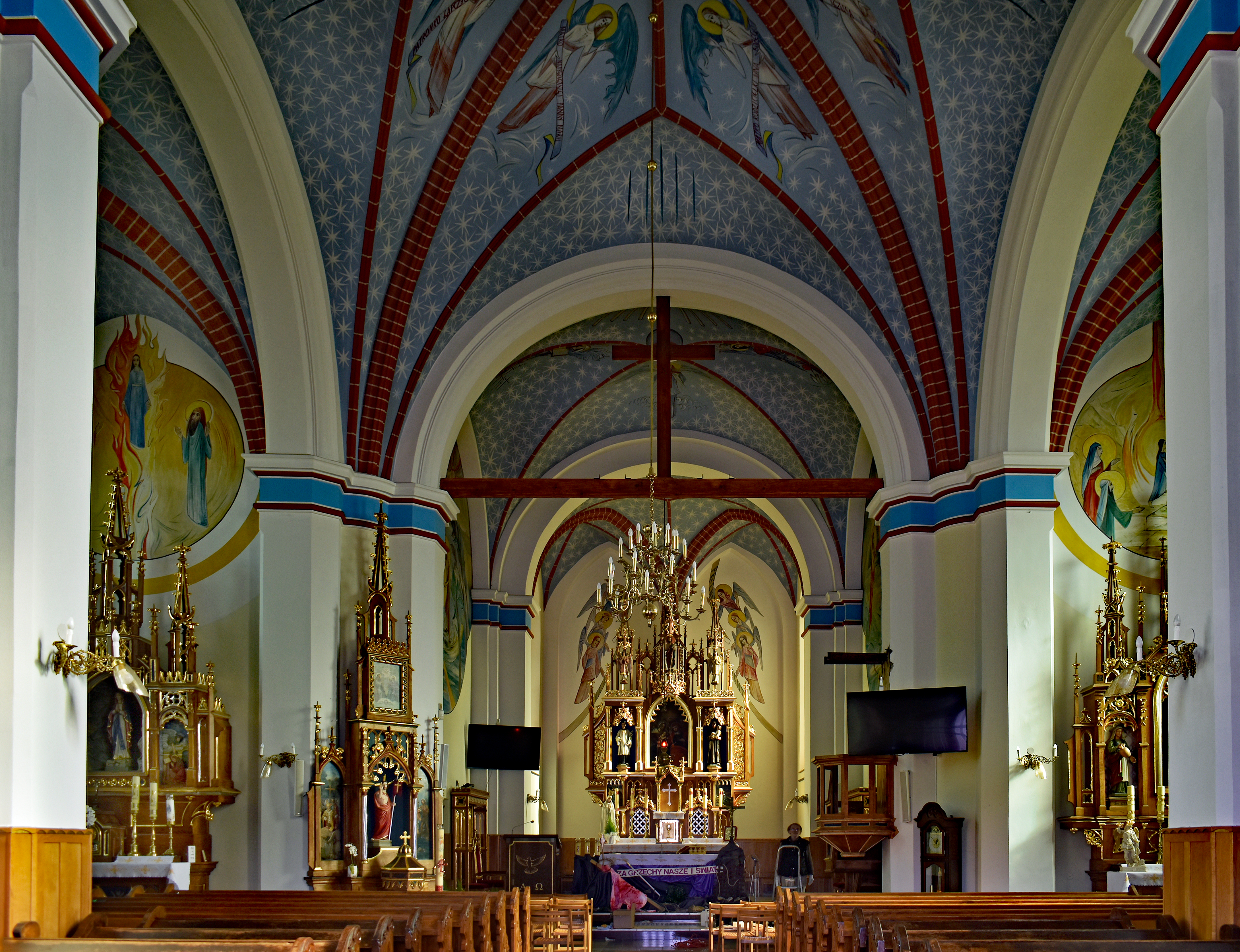
Wnętrze kościoła